# 바릴라
바릴라(이탈리아어: Barilla G. e R. Fratelli Società per Azioni, Barilla S.p.A.))는 이탈리아의 식품 기업이다. 세계 최대의 파스타 제조사이다.